# Епоха затьмарення
Епоха затьмарення (фр. L'Âge des ténèbres, комедія, драма) — фільм, що було знято у 2007 році у Квебеці. Автор сценарію й режисер — Дені Аркан. Стрічка є третьою частиною «кінотрилогії невдач» Аркана (перші дві —  Падіння Американської імперії й  Навали варварів). Фільм було представлено у позаконкурсній програмі Каннського фестивалю 2007 року.

## Сюжет
Жан-Марк живе у Канаді. Працює в уряді Квебеку фахівцем з громадських питань. В нього великий дім, дві дочки, вельми успішна дружина, гарні товариші на роботі, красива, але сувора начальниця. Втім, оточуюча реальність не подобається йому: дружина завжди працює, діти зневажають його, а робота не приносить задоволення. Більшу частину часу Жан-Марк намагається проводити у своїх мріях. Тут він — герой, зірка, поважна людина. Його оточують красуні й він досягає усього, що забажає. Але, чи зможе уявний світ замінити реальний? І що насправді є реальне життя?

## В ролях
Марк Лабреш — Жан-Марк Леблан
Діане Крюгер — Вероніка Стар
Сільві Леонар — Сільві Корм'є-Леблан
Каролін Нерон — Кароль Бігра-Бурк
Веронік Клутьє — Лін
Руфус Вейнрайт — le prince charmant chantant (The charming singing price)
Маша Гренон — Беатріс де Савуа
Емма де Кон — Карін Танданс
Дідьє Люсьєн — Вільям Шерюбен
Монія Шокрі — Азіза